# 山内氏篤
山内 氏篤（やまうち うじあつ）は、江戸時代中期の土佐藩の重臣。7代宿毛領主。

## 略歴
享保9年（1724年）、土佐藩奉行職、5代宿毛領主山内晴氏の長男として高知にて誕生した。同年9月に父が急死し、まだ幼児のため、叔父・郷俊が家督を相続、その養嗣子となった。
寛延元年（1748年）、郷俊が蟄居を命じられ隠居することとなり、家督と知行6800石を相続し、宿毛7代領主となる。宝暦5年（1755年）、8代藩主・山内豊敷より奉行職に任じられる。宝暦12年（1762年）、宿毛領内に琉球の船が漂着し、藩命で取扱いを命じらる。幕府との交渉の末、薩摩藩に船を引き渡す。明和9年（1772年）、嫡男の氏益が病死する。安永2年（1774年）、深尾苞実の三男・保氏を婿養子とする。
天明元年（1781年）、病のため職を辞す。天明6年（1786年）、隠居して家督を保氏に譲る。天明7年（1787年）、死去。享年64。

## 系譜
- 父：山内晴氏
- 養父：山内郷俊
- 正室：山内弘芳の養女
- 生母不明の子女
- 男子：山内氏益
- 女子：房 - 山内保氏の正室
- 養子：山内保氏